# Van Mossel
Van Mossel Automotive Group eller Van Mossel er en international hollandsk bilkoncern med hovedkvarter i Waalwijk. De driver bilforhandler- og autoværkstedskæde på 323 lokaliteter i 7 europæiske lande. Endvidere har de billeasing og skadesservice. I 2023 havde de en omsætning på 8,5 mia. euro. I 2023 solgte de 115.000 biler, indgik 39.000 leasingaftaler og beskæftigede i alt 8.890 ansatte.

## Historie
I 1941 modtog grundlæggeren af Van Mossel bilfirmaet W.B.J. (Wilhelm Bernardus Jesaias) van Mossel, sit Bovag-diplom. I 1988 overtog Eric Berkhof ledelsen af virksomheden. I 2012 gik Eric Berkhof og Ben Mandemakers sammen og etablerede BEE Holding. I 2016 skiftede virksomheden navn til Van Mossel Automotive Group. I 2022 opførte de nyt hovedkvarter på 22.000 m2.